# Cortes de León de 1188
Las Cortes de León de 1188 se celebraron durante la primavera de ese año, al principio del reinado de Alfonso IX de León, en el claustro de la Basílica de San Isidoro de León, y así se lo comunica el monarca al arzobispo de Compostela. En 2013 la Unesco las reconoció en el Programa Memoria del Mundo como «el testimonio documental más antiguo del sistema parlamentario europeo».

## Historia

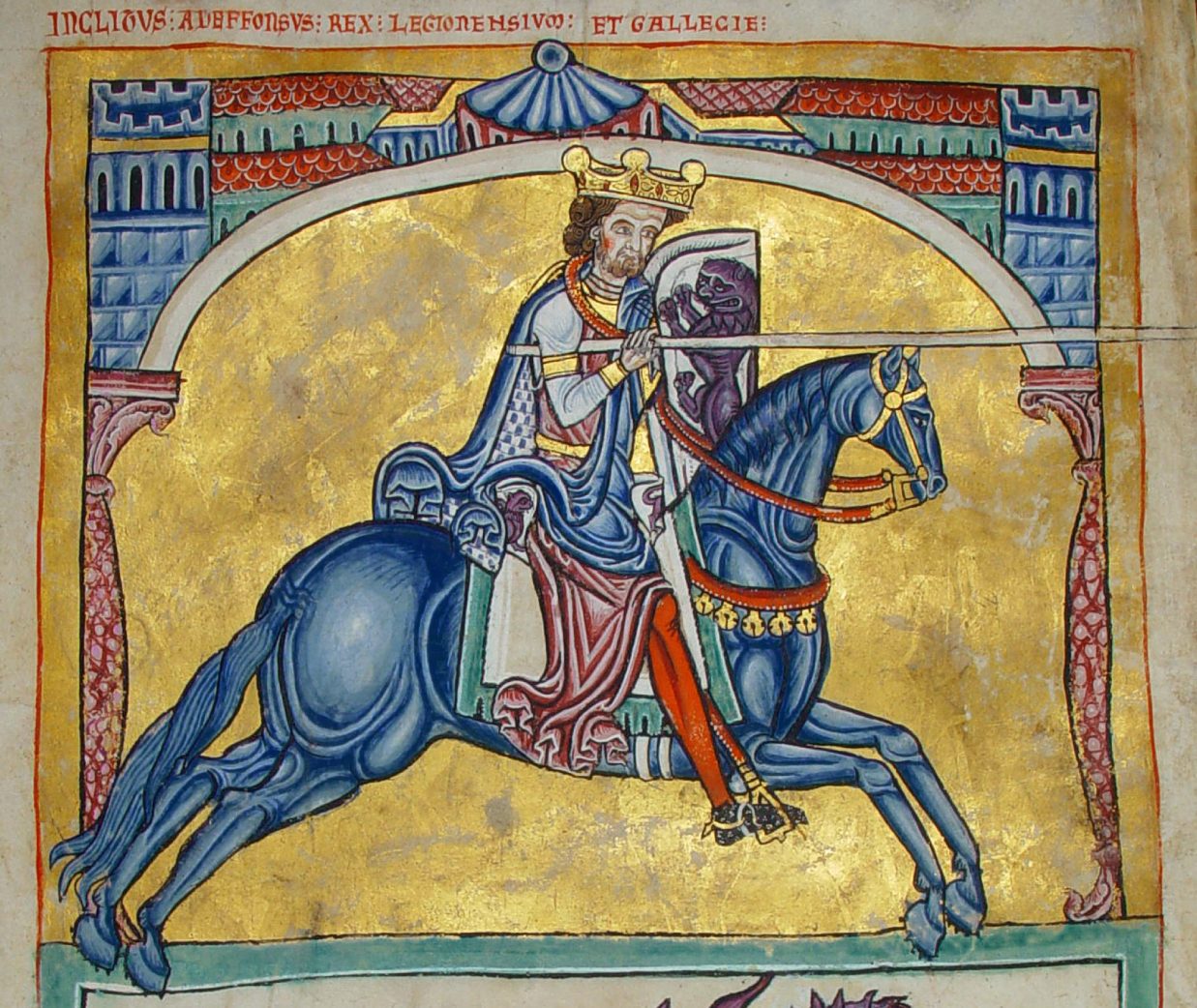
Alfonso IX de León y Galicia, representado en el Tumbo A de la catedral de Santiago de Compostela

Solo se puede entender el acontecimiento siguiendo los importantes hechos que tuvieron lugar en esa época. Lo primero fue la coronación de Alfonso VII de León, lo cual ocurrió en 1135 y tuvo una multitudinaria acogida, ya que dicha coronación tuvo una presencia del pueblo llano como nunca antes. Anteriormente la Curia Regia de 1017, convocada por Alfonso V de León en la ciudad del mismo nombre legisló civilmente el Fuero de León con preceptos que inician la inviolabilidad del domicilio, la libertad de comercio y primeros derechos de la mujer entre otros; y la creación del Concejo de la Ciudad de León, que legislaba todos los años sobre los pesos y medidas del Mercado, entre otros asuntos. 
Pese a lo que se cree, el Althing islandés del 930, tomado a veces como ejemplo anterior relativo a asambleas legislativas, era una reunión exclusiva de magnates y no produjo textos legislativos hasta el siglo XIII; y además era similar al Palatinado del siglo VIII del reino de los Astures e inferior a las Curias Regias que se celebraban desde el año 830 en la Corte de Oviedo, en la que estaban representados nobles y eclesiásticos por lo que eran asambleas políticamente más avanzadas las hispánicas. El Althing sería similar, además de al Palatinado astur, a los Concejos Visigóticos del siglo VI, también anteriores, compuestos solo por un brazo social de poderosos; en este caso eclesiástico para legislar asuntos como el Fuero Juzgo.
Tras el freno en la Reconquista, la Corona leonesa necesita ingresos, por lo que crea nuevos impuestos que provocan una alza de precios. A la vez, las guerras con Portugal y con Castilla requieren más ingresos. La clase ciudadana exige como contrapartida el poder regular el gasto de la corona. En el año 1188, recién llegado al trono Alfonso IX de León, se convoca a la Curia Regia del Reino de León, a la que por primera vez se le suman los representantes electos de las principales ciudades con voz y voto. Esta medida ha sido considerada el primer ejemplo del parlamentarismo moderno en la historia de la Europa occidental.

## Desarrollo

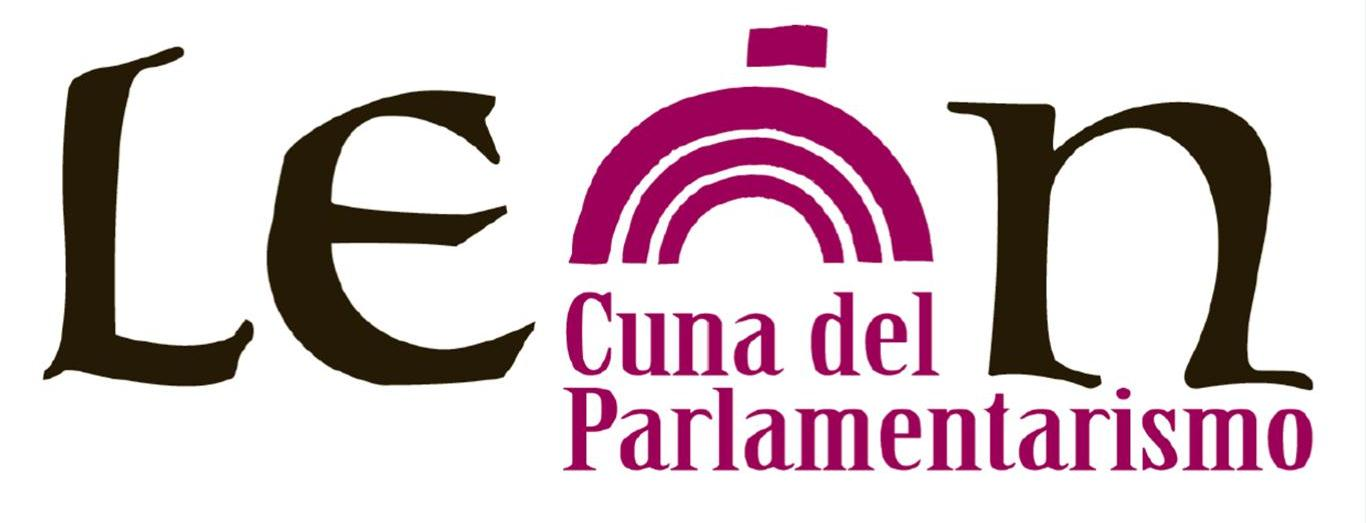
Logotipo de la marca «León, cuna del parlamentarismo» que conmemora las Cortes de León de 1188

Las Cortes se constituyeron con dos estamentos:
- Privilegiados: el clero y la nobleza.
- No privilegiados: los representantes de las ciudades.

Los privilegiados aparecen como un diálogo entre el rey y la curia, por un lado, y los representantes de las ciudades y villas por otro, sin oposición a que cada estamento se consolide por separado. La incorporación de elementos populares o ciudadanos responde solo a necesidades económicas. 
En ellas se reconoce la inviolabilidad del domicilio, del correo, la necesidad del rey de convocar Cortes para hacer la guerra o declarar la paz, y se garantizan numerosos derechos individuales y colectivos.
En estas Cortes, además de ampliar los Fueros de Alfonso V de León del año 1017, se promulgaron nuevas leyes destinadas a proteger a los ciudadanos y a sus bienes contra los abusos y arbitrariedades del poder de los nobles, del clero y del propio Rey. Este importante conjunto de decretos ha sido calificado con el nombre de «Carta Magna Leonesa».
La legislación alfonsina no introduce novedades importantes. Pretende únicamente profundizar en el pacto feudal sobre el que se construye la legitimidad monárquica.
Los análisis referidos a los Decreta (decretos) atribuidos a 1188 reúnen la confirmación de decretos de carácter general como, por ejemplo, el no atentar contra la propiedad ajena, resolver las querellas ante la justicia o la promesa del rey de no entrar en guerra sin contar con todos los que le deben dar su consejo. Estos decretos, son cosas normales en los inicios del nuevo reinado de Alfonso VII de León. Sin embargo, se crearon «nuevos Decretos», entre los que se contaba la redacción de una Constitución fechada en julio de 1188, que trataba de la existencia de violencia y del intento por paliarla usando la Justicia.
Este tema será desarrollado en unas «constituciones» para Galicia, en 1194, y a partir de este texto podemos explicar lo contenido en el texto atribuido a las Cortes de 1188; es decir, que este, tal y como se conoce en muchos de sus pasajes, se debe a la elaboración desarrollada a lo largo del reinado de Alfonso IX de León.

## Legado

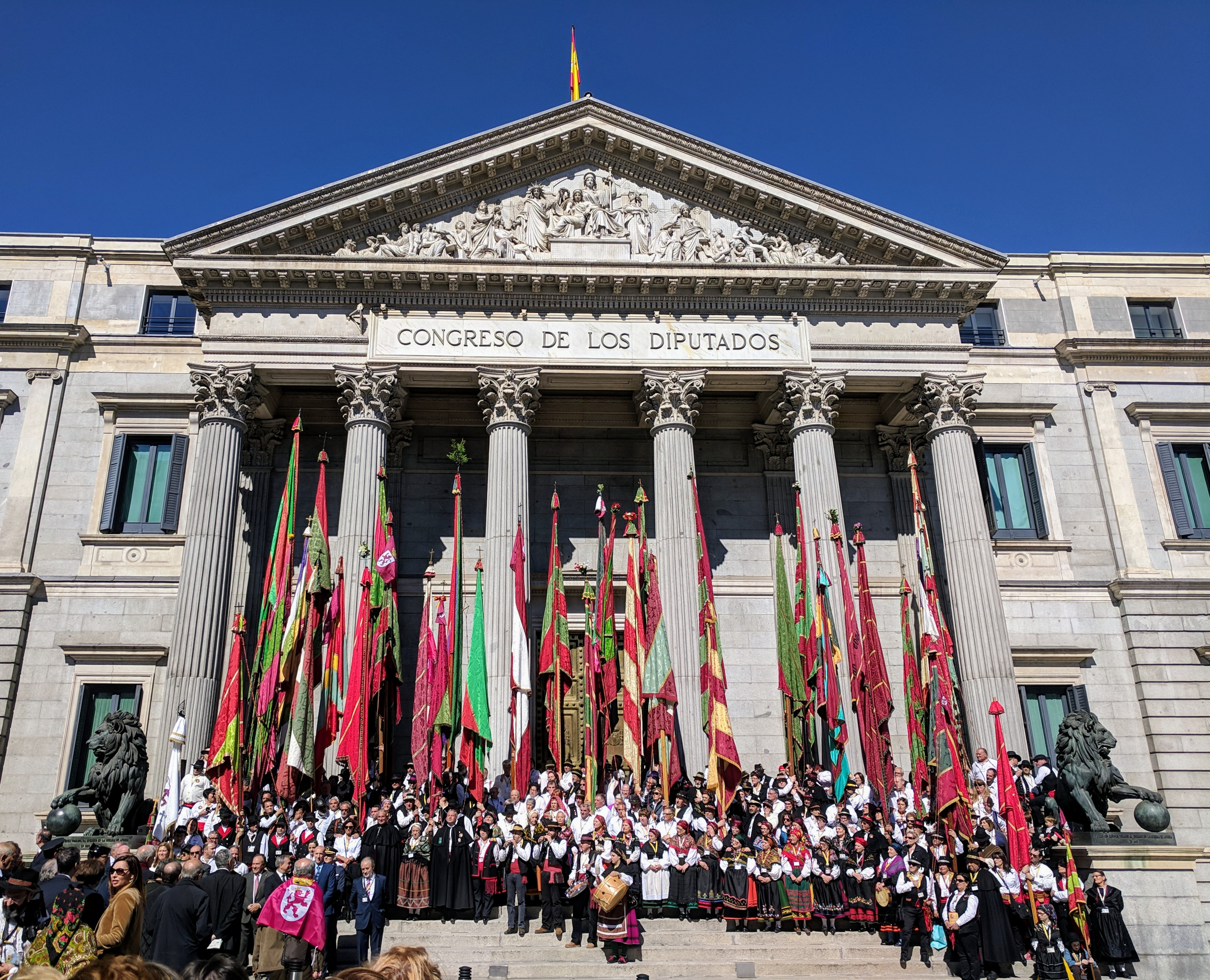
Pendones de León en la escalinata del Palacio de las Cortes, el 20 de marzo de 2019

En 2011 la Junta de Castilla y León concedió a la ciudad de León el título de «Cuna del Parlamentarismo». En 2013 la Unesco incluyó los documentos relativos a los Decreta en el registro Memoria del Mundo tras remitirlos para su aprobación en 2012. El 4 de mayo de 2016, el pleno de las Cortes de Castilla y León se reunió en la Basílica de San Isidoro. El 20 de marzo de 2019, las Cortes Generales reconocieron a las Cortes de León de 1188 como Cuna del Parlamentarismo a través de un acto en el que se leyeron los Decreta y se llevó a cabo un desfile de pendones por la Carrera de San Jerónimo.